# كنديون عرب
تعيش الغالبية من الكنديين العرب إمَّا في مقاطعة أونتاريو أو كيبيك. في إحصاء 2001 تعتبر مقاطعة أونتاريو موطن 43% من السكان العرب في كندا، في حين يوجد 39% في كيبك و 4% في كولومبيا البريطانية و 3% يقيمون في نوفا سكوشا.
وفقاً لتعداد السكان لعام 2016 بلغ عدد الكنديين العرب 523,235 مواطنًا، أغلبهم منحدرين من البلدان العربية التالية: لبنان وسوريا ومصر والعراق وتونس ووفلسطين ووالسعودية وواليمن ووالامارات ووالمغرب ووالجزائر ووليبيا وغيرها. 
في العاصمة أوتاوا، أصبحت اللغة العربية ثالثة اللغات المتحدثة بعد الإنكليزية والفرنسية، حيث بلغ عدد الكنديين ذوي الأصول العربيَّة في أوتاوا وغاتينو 30,890 بحسب إحصاء عام 2006.

## من مشاهير العرب الكنديين

### شخصيات سياسية
- بيير دبانة، وزير فيدرالي سابق ونائب سابق في البرلمان الكندي
- إدي فرانسيس، رئيس بلدية وندزر
- عمر الغبرة، نائب في البرلمان الكندي عن الحزب الليبرالي الكندي
- لورين مايكل، زعيمة الحزب الديمقراطي الجديد في مقاطعة نيوفونلاند ولابرادور
- ماريا موراني، نائب في البرلمان الكندي عن حزب الكتلة الكيبيكية، 2006- حتى الآن
- جو غيز، رئيس وزراء مقاطعة نوفا سكوشا (من أصل لبناني)
- روبرت غيز، رئيس وزراء سابق لمقاطعة نوفا سكوشا (من أصل لبناني)
- سناء حساينية نائب حالي في البرلمان عن الحزب الديمقراطي الجديد، 2011- حتى الآن
- جاودة صلاح عضو حالي في البرلمان عن الحزب الديمقراطي الجديد، 2011- حتى الآن
- طارق براهمي عضو حالي في البرلمان عن الحزب الديمقراطي الجديد، 2011- حتى الآن (فرنسي من أصل جزائري)
- ماهر عرار ناشط سياسي ومعتقل سابق لأجل الإرهاب (سوري)
- منية مازيغ ناشطة سياسية وسياسية وزوجة ماهر عرار (تونسية)